# Абдулкарим Киси
Абдулкарим Киси (на френски: Abdulkarim Kissi) е марокански футболист, полузащитник, национал.

## Кариера
Започва своята кариера в мароканския отбор МАС от град Фес. След това играе в руския ФК Рубин Казан. От 2004 г. до края на 2005 г. играе в Литекс, един от моторите в отбора, с добър поглед върху играта, но недостатъчно подвижен. От 1 януари 2006 г. преминава в холандския СК Хееренвеен.